# Sant Feliu de Pallerols
Sant Feliu de Pallerols település Spanyolországban, Girona tartományban. Sant Feliu de Pallerols Les Preses, Santa Pau, Sant Aniol de Finestres, Les Planes d'Hostoles, Rupit i Pruit és La Vall d’en Bas községekkel határos. Lakosainak száma 1692 fő (2024).

## Népesség
A település népessége az elmúlt években az alábbi módon változott:
| Lakosok száma | 650  | 1581 | 1651 | 1446 | 1064 | 1202 | 1397 | 1353 | 1371 | 1692 |
|               | 1717 | 1887 | 1936 | 1960 | 1986 | 2004 | 2009 | 2014 | 2019 | 2024 |